# Bad Sachsa
Bad Sachsa est une ville d'Allemagne située en Basse-Saxe dans l'arrondissement de Göttingen.

## Géographie
C'est un village de la région de la Harz du sud, au cœur d'une forêt et de champs. La ville est située au pie du Mont Ravensberg (659 m), dans le district d'Osterode, entre cinq vallées qui lui donnent un climat tempéré. Elle est à 15 km au sud de Braunlage et à 25 km d'Osterode sur Harz. De par de son climat tempéré, Bad Sachsa est renommée comme lieu de séjour climatique[pas clair]. La ville est entourée de prairies et de forêts de pins.

## Histoire
Le château fort de Sachsenstein, fortresse des Wettin, non loin de là, et est aujourd'hui rattaché à la commune de Walkenried.
Pendant la Seconde Guerre mondiale, la ville abrite un orphelinat particulier où sont hébergés des enfants de conjurés exécutés par les nazis à la suite de l'Attentat contre Hitler. Ceci au nom de la loi sur la Sippenhaftung.
La ville est occupée par les troupes américaines le 12 mai 1945, les orphelins libérés de leur enfermement.

## Économie et infrastructure
Bad Sachsa est l'une des rares communes ouest-allemandes qui importait son électricité depuis l'Allemagne de l'Est, via la sous-station de Neuhof.
Bad Sachsa a conservé ses maisons anciennes et ses villas avec des façades en bois. L'économie est basée principalement sur le tourisme. Les hôtels sont nombreux et confortables, complétés par des hôtels-résidences et une auberge de jeunesse.
Le Rathaus (hôtel de ville) ancien est remarquable.

### Manifestations culturelles
Lors de la Journée de l'unité allemande qui a eu lieu le 3 octobre 2012, un grand cortège de chars a traversé les rues avec plus de 80 chevaux et 36 voitures.

## Jumelages
- Castelnau-de-Médoc (France)

## Personnalités
- Erich Storz (1927-2016), chanteur, producteur et éditeur de musique allemand, est mort à Bad Sachsa.

## Sources